# 艾希莉·葛林
艾希莉·蜜雪兒·葛林 ( 英語：Ashley Michele Greene；1987年2月21日－) ，為美國女演員以及模特兒，知名的作品包括電影《暮光之城》系列中的愛麗絲·庫倫而聞名。

## 簡介
葛林出生於美國佛羅里達州傑克遜維爾(Jacksonville)，母親為蜜雪兒(Michele)，舊姓為Tatum，從事保險業，父親為喬(Joe Greene)，前美國海軍陸戰隊成員，現開發自己的建設公司。葛林住過 Middleburg 以及傑克遜維爾，並且就讀過 Wolfson High School 高中以及 University Christian School 天主教學校。17歲時，葛林搬到洛杉磯尋求演員工作。葛林還有一個哥哥叫做喬。

## 外部連結
- 艾希莉·葛林在互联网电影资料库（IMDb）上的資料（英文）
- 艾希莉·葛林的X（前Twitter）
- 艾希莉·葛林的Instagram帳戶